# Лијепаја
Лијепаја (лет. Liepāja; рус. Лиепая, раније Либава, Либау; литв. Liepoja; пољ. Lipawa) је трећи по величини град у Летонији, смештен у југозападном делу државе. Град чини и самосталну градску општину.
Лијепаја је позната као друга по важности лука у држави после Риге, која се за разлику од ње зими не леди.
Име града потиче од летонске речи за липу.

## Географија
Град Лијепаја је смештен на југозападу Летоније, близу државне границе са Литванијом (30 km). Од главног града Риге град је удаљен 220 км западно.
Рељеф: Лијепаја се налази у историјској покрајини Курландији. Град се образовао око ушћа реке Ливе у Балтичко море. Град се налази у равничарском подручју, на 5-7 метра надморске висине.
Клима: У Лијепаји влада континентална клима.
Воде: Град Лијепаја се образовао око ушћа реке Ливе у Балтичко море. Река чини и језеро Лијепаја у залеђу града, па град истовремено на мору, реци и језеру.

## Историја
Подручје Лијепаје било је насељено још у време праисторије. Данашње насеље под немачким називом Лубау основали су немачки витезови тевтонци 1263. године. Град је прикључен Државној заједници Пољске и Литваније 1626. године. 1795. године град заузима Руска Империја и мења назив у Либава. У 19. веку град доживљава привредни процврат.
1920. године Лијепаја је прикључена новооснованој Летонији. 1940. године прикључена је СССР-у, али је ускоро пала у руке Трећег рајха (1941-44.). После рата град је био у саставу Летонске ССР, да би се поновним успостављањем летонске независности 1991. године нашао у границама Летоније.

## Становништво
| Година       |
| Становништво |
| ------------ |

Са приближно 85 хиљада становника Лијепаја је трећи град по величини у Летонији. Међутим, од времена независности (1991. година) број становника је осетно опао (1989. - 115 хиљада ст.). Разлога за ово је неколико - исељавање Руса и другим „совјетских“ народа у матице, одлазак младих у иностраство или Ригу због безперспективности и незапослености, негативан прираштај.
Етнички састав: Матични Летонци чине нешто више од половине градског становништва. Национални састав је следећи:
- Летонци: 52%
- Руси: 36%
- Украјинци: 6%
- Белоруси: 4%
- остали: 2%

## Привреда
Лиепаја је била и остала веома важна лука у Летонији, одмах после Риге. Предност луке је што није под ледом током зиме (за разлику од ришке луке).

## Култура

### Спорт
У овом граду игра ФК Лијепаја.

## Градови побратими
- Белорусија - Гомељ

## Партнерски градови
- Клајпеда
- Гдиња
- Дармштат
- Нинесхамн
- Гулдборгсунд
- Белвју
- Гомељ

## Галерија
- Руска православна катедрала
- Лутеранска црква св. Ане
- Градска пијаца
- Совјетски блокови